# Salome (téléfilm, 1971)
Pour plus de détails, voir Fiche technique et Distribution.
Salome est un téléfilm allemand réalisé par Werner Schroeter et diffusé en 1971.

## Fiche technique
- Titre : Salome
- Réalisation : Werner Schroeter
- Montage : Ila von Hasperg
- Scénario : Werner Schroeter, d'après la pièce d'Oscar Wilde
- Photographie : Robert van Ackeren
- Son : Günther Stadelmann
- Masque, costume : Elfi Mikesch
- Assistant : Harry Baer
- Producteur : IFAGE Filmproduktion commandé par la ZDF
- Chef de production : Wolfgang von Fumetti
- Format : 16mm Couleur
- Tournage : du 11/1 au 3/2/1971 à Baalbek au Liban
- Film allemand
- Durée : 81 minutes

## Distribution
- Mascha Rabben (de) : Salomé
- Magdalena Montezuma : Hérodias
- Ellen Umlauf : Herodias
- Thomas von Keyserling : Jochanaan
- René Schönberg : Narraboth
- Joachim Paede : Page d'Hérodias
- Acteurs non professionnels du Liban